# 志賀町立富来中学校
志賀町立富来中学校（しかちょうりつ とぎちゅうがっこう）は、石川県羽咋郡志賀町にある町立中学校

## 沿革
- 1947年（昭和22年）4月 - 熊野村立熊野小学校、熊野村立熊野中学校併設校が開校。
- 1954年（昭和29年）11月 - 富来町立熊野小学校、富来町立熊野中学校となる。
- 1984年（昭和59年）4月 - 富来町立熊野中学校は、富来町立富来中学校と統合。現在は、志賀町立富来中学校
- 2024年（令和6年）1月1日 - 能登半島地震が発生。避難所となった[2]。

## 通学区域
富来小学校の通学区域

## 出身著名人
小松辰雄(元中日ドラゴンズ)